# 安大略省行政区划
| 主：* 北安大略的自治体级行政区全部是区辖单层次管理。 |          |                                                     |                                                                                     |
| 二级                                                 | 大区     | 三级：上层自治体（普查区）                          | 四级：下层自治体*                                                                   |
| 省                                                   | 南安大略 | 单层次自治体 single-tier municipality               | 单层次自治体 single-tier municipality                                               |
| 省                                                   | 南安大略 | （地区／区*）自治体 regional municipality（region） | 自治体 municipality 市 city 镇 town 乡 township 村 village （非建制）社区 community |
| 省                                                   | 南安大略 | 县／联合县 county／united county                    | 自治体 municipality 市 city 镇 town 乡 township 村 village （非建制）社区 community |
| 省                                                   | 北安大略 | （非建制）区 district                               | 自治体 municipality 市 city 镇 town 乡 township 村 village （非建制）社区 community |
| 省                                                   | 北安大略 | 大萨德伯里市（）                                    |                                                                                     |

加拿大安大略省辖有52个上层自治体其中又分为49个普查区。這些行政區可分為三個類別：11个单层次自治体（包括10市、1自治体）、30个上层次自治体（包括18县、4联合县、8个地区）和10个区。自治体、县、地区、区之间的区别体现在对居民的服务上。
有見於安大略省的面積廣大，省内不同地區的居民亦無可避免會對省政府有不同訴求。省政府也明白不可能將同一套地區行政模式應用於全省，因此不同年代的省政府於不同地區實施了不同的地區行政模式，以迎合各地區特有的需求。這也造就了今時今日安省有多種地方行政區的局面。
在某些情況下，地方行政區在更換行政模式後仍保留其舊有名稱。舉例說，牛津縣現時是一個地區自治體，而哈爾迪曼德縣、諾福克縣和愛德華王子縣現時則是單層次自治區，但該四個地方行政區的名稱仍保留「縣」一詞。

## 上层自治体级划地图和普查区

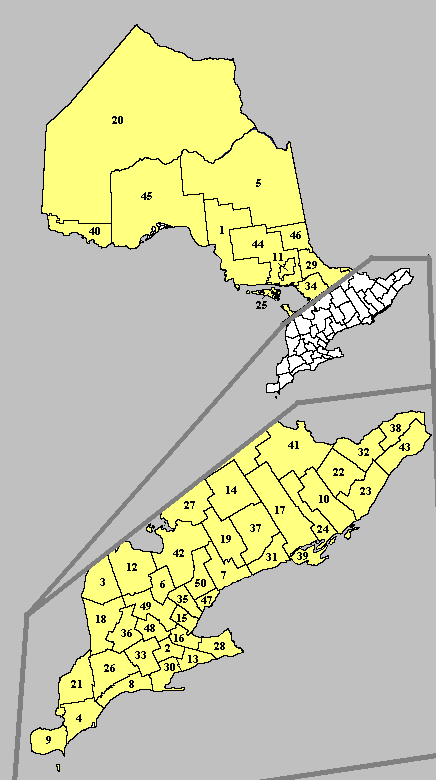
安大略省行政区划图

安大略省分区地图如下：
|    | 名称                           | 英文名字 | 行政中心     | 大区 | 地位   | 普查区         | 下层自治体                                |
| -- | ------------------------------ | -------- | ------------ | ---- | ------ | -------------- | ----------------------------------------- |
| 1  | 阿尔戈马区                     |          | 苏圣玛丽     | 北   | 区     | 同             | 2市、4镇、13乡、1村、2自治体、(2非建制区) |
| 2  | 布兰特市                       |          | 布尔福德     | 南   | 单层次 | 与布兰特福德市 | 单层次管理市                              |
| 2  | 布兰特福德市                   |          | 布兰特福德   | 南   | 单层次 | 与布兰特市     | 单层次管理市                              |
| 3  | 布鲁斯县                       |          |              | 南   | 县     | 同             | 2镇、5自治体                              |
| 4  | 查塔姆-肯特自治体              |          | 查塔姆       | 南   | 单层次 | 同             | 单层次管理自治体                          |
| 5  | 科克伦区                       |          | 科克伦       | 北   | 区     | 同             | 1市、6镇、6乡、(3非建制区)                |
| 6  | 达弗林县                       |          | 奥兰治维尔   | 南   | 县     | 同             | 4镇、4乡                                  |
| 7  | 达拉谟地区                     |          | 惠特比       | 南   | 地区   | 同             | 2市、2镇、3乡、1自治体                    |
| 8  | 埃尔金县                       |          |              | 南   | 县     | 同             | 1市、1镇、2乡、4自治体                    |
| 9  | 艾塞克斯县                     |          | 艾塞克斯     | 南   | 县     | 同             | 1市、6镇、1乡、1自治体                    |
| 10 | 弗隆特纳克县                   |          | 京士頓       | 南   | 县     | 同             | 1市、4乡                                  |
| 11 | 大萨德伯里市                   |          | 大萨德伯里   | 北   | 单层次 | 同             | 单层次管理市                              |
| 12 | 格雷县                         |          |              | 南   | 县     | 同             | 1市、2镇、3乡、3自治体                    |
| 13 | 哈尔迪曼德市                   |          | 卡尤加       | 南   | 单层次 | 与诺福克县     | 单层次管理市                              |
| 14 | 哈利伯顿县                     |          | 明登山       | 南   | 县     | 同             | 2乡、2自治体                              |
| 15 | 荷顿地区                       |          | 奥克维尔     | 南   | 地区   | 同             | 1市、3镇                                  |
| 16 | 哈密尔顿市                     |          | 哈密尔顿     | 南   | 单层次 | 同             | 单层次管理市                              |
| 17 | 黑斯廷斯县                     |          | 贝尔维尔     | 南   | 县     | 同             | 2市、2镇、8乡、4自治体                    |
| 18 | 休伦县                         |          | 戈德里奇     | 南   | 县     | 同             | 1镇、3乡、5自治体                         |
| 19 | 卡沃萨湖市                     |          | 林西         | 南   | 单层次 | 同             | 单层次管理市                              |
| 20 | 肯诺拉区                       |          | 肯诺拉       | 北   | 区     | 同             | 2市、4乡、3自治体、(1非建制区)            |
| 21 | 兰布顿县                       |          | 怀俄明       | 南   | 县     | 同             | 1市、2镇、4乡、2村、2自治体               |
| 22 | 拉纳克县                       |          | 珀斯         | 南   | 县     | 同             | 4镇、5乡                                  |
| 23 | 利兹-格伦维尔联合县            |          | 布罗克维尔   | 南   | 联合县 | 同             | 1市、2镇、7乡、2村、1自治体               |
| 24 | 伦诺克斯-阿丁顿县              |          | 大纳潘尼     | 南   | 联合县 | 同             | 1镇、3乡                                  |
| 25 | 马尼图林区                     |          | 戈尔湾       | 北   | 区     | 同             | 1镇、5乡、3自治体、(1非建制区)            |
| 26 | 米德尔塞克斯县                 |          | 伦敦         | 南   | 县     | 同             | 1市、2乡、1村、5自治体                    |
| 27 | 马斯科卡区                     |          | 布雷斯布里奇 | 南   | 地区   | 同             | 3镇、3乡                                  |
| 28 | 尼亚加拉地区                   |          | 霍鲁         | 南   | 地区   | 同             | 5市、5镇、2乡                             |
| 29 | 尼皮辛区                       |          | 北湾         | 北   | 区     | 同             | 1市、1镇、5乡、4自治体、(2非建制区)       |
| 30 | 诺福克市                       |          | 西姆科       | 南   | 单层次 | 与哈尔迪曼德县 | 单层次管理市                              |
| 31 | 诺森伯兰县                     |          | 科堡         | 南   | 县     | 同             | 1镇、3乡、3自治体                         |
| 32 | 渥太华市                       |          | 渥太华       | 南   | 单层次 | 同             | 单层次管理市                              |
| 33 | 牛津县                         |          |              | 南   | 地区   | 同             | 1市、2镇、5乡                             |
| 34 | 帕里湾区                       |          | 帕里湾       | 北   | 区     | 同             | 2镇、12乡、3村、5自治体、(2非建制区)      |
| 35 | 皮尔地区                       |          | 宾顿         | 南   | 地区   | 同             | 2市、1镇                                  |
| 36 | 珀斯县                         |          | 斯特拉特福   | 南   | 县     | 同             | 1镇、2乡、2自治体                         |
| 37 | 彼得堡县                       |          | 彼得堡       | 南   | 县     | 同             | 1市、7乡、1自治体                         |
| 38 | 普雷斯科特-罗素联合县          |          | 罗瑞尼奥     | 南   | 联合县 | 同             | 1市、1镇、4乡、1村、1自治体               |
| 39 | 爱德华王子市                   |          | 皮克顿       | 南   | 单层次 | 同             | 单层次管理市                              |
| 40 | 雷尼河区                       |          | 弗朗西斯堡   | 北   | 区     | 同             | 3镇、7乡、(1非建制区)                     |
| 41 | 伦弗鲁县                       |          | 彭布罗克     | 南   | 县     | 同             | 1市、5镇、12乡                            |
| 42 | 锡姆科县                       |          | 巴里         | 南   | 县     | 同             | 2市、7镇、9乡                             |
| 43 | 斯托蒙特-邓达斯-格伦加里联合县 |          | 康沃尔       | 南   | 联合县 | 同             | 1市、5乡、1自治体                         |
| 44 | 萨德伯里区                     |          | 埃斯帕诺拉   | 北   | 区     | 同             | 1镇、4乡、4自治体、(非建制区)             |
| 45 | 桑德贝区                       |          | 桑德贝       | 北   | 区     | 同             | 1市、1镇、9乡、4自治体、(1非建制区)       |
| 46 | 蒂米斯卡明区                   |          | 海利伯里     | 北   | 区     | 同             | 1市、4镇、16乡、1村、1自治体、(2非建制区) |
| 47 | 多伦多市                       |          | 多伦多       | 南   | 单层次 | 同             | 单层次管理市                              |
| 48 | 滑铁卢地区                     |          | 基秦拿       | 南   | 地区   | 同             | 3市、4乡                                  |
| 49 | 威灵顿县                       |          | 贵湖         | 南   | 县     | 同             | 1市、2镇、5乡                             |
| 50 | 约克地区                       |          | 纽马克特     | 南   | 地区   | 同             | 3市、5镇、1乡                             |

1. 1 2  布兰特市和布兰特福德市是同一个普查区。
2. 1 2  哈尔迪曼德县和诺福克县是同一个普查区。

## 上层自治体级行政区

### 县

县和联合县

縣（county）向其居民提供的服務相對於地區自治體為少。縣政府的主要責任包括建造和維修縣内的交通要道、提供醫療和社區服務、以及規劃縣轄土地用途。縣内的其他地區行政事務多由較低層次的行政體（如市、鎮或村等）提供。
某些縣的人口與地區自治體相若，但那些縣的人口密度通常較後者為低。部分主要城市（如倫敦、京士頓和溫莎）也是位於縣的範圍以内，但還未進展成大型都會區，因此並未與多倫多或渥太華般被升格為單層次自治市。
部分市鎮的人口及格局未足以令其升格成地區自治體或單層次自治市，但仍足以佔用其所屬縣政府的大部分資源。為確保縣政府能提供足夠資源予縣内較小的社區，那些較大的市鎮於行政事務上脫離縣政府，但在人口普查中仍被當成縣的一部分。這些市鎮統稱為分割行政區（separated municipalities）。
此地方行政區界別只於南安省出現。

### 地區自治體

地区自治体（地区）

地區自治體（regional municipality），簡稱地區（region），向其居民提供的服務相對於縣為多，當中包括：建造和維修区域内的交通要道、公共交通、警力、食水供應、污水及廢物處理、醫療和社區服務、以及規劃地區土地用途。地區的都市化程度通常較縣為高。如果一個行政區的大部分人口都是居住在都市化地段，而沒有單一城鎮佔區内人口的壓倒性多數，此行政區便有可能被改組成地區自治體。如縣一般，此地方行政區界別只於南安省出現。
雖然牛津縣和穆斯科卡區的英文名稱並非「regional municipality」，但根據《安大略省2001年地方行政法案 （页面存档备份，存于）》，這兩個行政區均被界定為地區自治體。
安省過去還有另外五個地區自治體，如下：
- 大多倫多市，於1998年與其轄下城鎮合併成新的多倫多市；
- 渥太華-卡爾頓區（英语：Regional Municipality of Ottawa–Carleton），於2001年改組成新的渥太華市；
- 咸美頓-溫特沃斯區（英语：Regional Municipality of Hamilton–Wentworth），於2001年改組成新的咸美頓市；
- 薩德伯里地區（英语：Regional Municipality of Sudbury），於2001年改組成新的大薩德伯里市；
- 哈爾迪曼德-諾福克區，於2001年分拆成哈爾迪曼德縣和諾福克縣兩個單層次自治區。

### 单层次自治区

单层次自治体

单层次自治区是直属安大略省的行政区，相当于独立市。對上不設縣或地區自治體，對下不設其他行政區劃。單層次自治區是由地區自治體或縣轄下各市鎮的政府併整而成。此地方行政區界別只於南安省出現。

### 区

区

區（district）是安省北部的主要地方行政區。由於該帶地大人稀，設立如縣或地區自治體般的機關並不合乎成本效益，因此區基本上是沒有任何地方行政功能。區以下也可能設有市、鎮和鄉等行政架構，但其轄區大部分也沒有組成地方政府。區内的服務主要由市鎮政府、地區服務局或直接由省政府提供。
於1973年成立的薩德伯里地區曾經是安省北部唯一一個縣或地區自治體；該地區改組後於2001年成為大薩德伯里市。

## 基层社区
基层社区有市、镇、村等。详细列表参见List of communities in Ontario。